# Francesca Cuttica
Francesca Cuttica (Genova, 1983) è un'attrice e cantante italiana.

## Biografia
Francesca Cuttica debutta sul grande schermo nel 2004 nel film Io che amo solo te di Gianfranco Pannone.
Diplomatasi all'Accademia nazionale d'arte drammatica di Roma nel 2006, interpreta nel 2008 il cortometraggio Monochrome di Francesca Staasch, mentre l'anno successivo ha il ruolo di Federica Meroni nel film La prima linea di Renato de Maria e quello di Elena nel film Dieci inverni di Valerio Mieli. Nello stesso anno va in onda l'ultima puntata della serie televisiva Terapia d'urgenza, nella quale interpreta l'infermiera Emma Danieli.
Tra il 2011 e il 2012 ha il ruolo di protagonista in alcuni film diretti o prodotti dai Manetti Bros.: L'arrivo di Wang, dove interpreta Gaia Aloisi accanto ad Ennio Fantastichini, Paura, dove interpreta Sabrina accanto a Peppe Servillo ed infine Circuito chiuso di Giorgio Amato, dove interpreta Claudia.
Tra il 2014 e il 2015 interpreta Laura Malforti nella settima e nell'ottava stagione della serie televisiva Rex.
Alterna l'attività di attrice con quella di cantante e batterista del gruppo musicale rock romano degli WOW.

## Filmografia

### Cinema
- Io che amo solo te, regia di Gianfranco Pannone (2004)
- Monochrome, regia di Francesca Staasch - cortometraggio (2008)
- La prima linea, regia di Renato De Maria (2009)
- Dieci inverni, regia di Valerio Mieli (2009)
- L'arrivo di Wang, regia dei Manetti Bros. (2011)
- Paura, regia dei Manetti Bros. (2012)
- Circuito chiuso, regia di Giorgio Amato (2012)

### Televisione
- Quo vadis, baby? (miniserie televisiva) (2008)
- Terapia d'urgenza (2008-2009)
- Rex, settima e ottava stagione (2014-2015)